# Bryne FK
Maillots
Le Bryne Fotballklubb, appelé plus couramment Bryne FK, est un club norvégien de football fondé le 10 avril 1926 et basé dans la ville de Bryne.

## Histoire

### Historique
- 1926 : fondation du club sous le nom Bryne IL
- 1981 : 1re participation à une Coupe d'Europe (C3, saison 1981/82)
- 1991 : le club est renommé Bryne FK

## Bilan sportif

### Palmarès
| Compétitions nationales                                          |
| - Coupe de Norvège (1) : - Vainqueur : 1987. - Finaliste : 2001. |

### Records du club
- Plus grosse victoire à domicile : 7-0 contre le FK Bodø/Glimt, le 5 octobre 1980
- Plus grosse victoire à l'extérieur : 5-2 contre le Fredrikstad FK, le 22 août 1976
- Plus lourde défaite à domicile : 0-5 contre le Lillestrøm FK, le 8 juillet 2001
- Plus lourde défaite à l'extérieur : 0-9 contre le Rosenborg BK, le 15 octobre 2000
- Plus grosse affluence au stade au Bryne Stadion : 13,621 contre le Viking FK, le 26 mai 1980
- Plus grosse moyenne d'affluence au stade sur une saison :  6,283, en 1977
- Joueur le plus capé : 596 matchs, Gabriel Høyland, entre 1970 et 1986
- Joueur le plus capé en championnat : 227 matchs, Gabriel Høyland, entre 1970 et 1986
- Meilleur buteur : 274 buts, Johannes Vold, entre 1961 et 1970
- Meilleur buteur en championnat : 59 buts, Arne Larsen Økland, entre 1980 et 1987

### Bilan européen
Note : dans les résultats ci-dessous, le score du club est toujours donné en premier.
| Saison    | Compétition      | Tour                | Club                   | Domicile | Extérieur | Total |
| --------- | ---------------- | ------------------- | ---------------------- | -------- | --------- | ----- |
| 1981-1982 | Coupe UEFA       | Premier tour        | KFC Winterslag         | 0 - 2    | 2 - 1     | 2 - 3 |
| 1983-1984 | Coupe UEFA       | Premier tour        | RSC Anderlecht         | 0 - 3    | 1 - 1     | 1 - 4 |
| 1988-1989 | Coupe des coupes | Seizièmes de finale | Békéscsabai 1912 Előre | 0 - 3    | 2 - 1     | 2 - 4 |

Légende
- Victoire ou qualification pour le tour suivant
- Match nul
- Défaite ou élimination de la compétition

## Stades

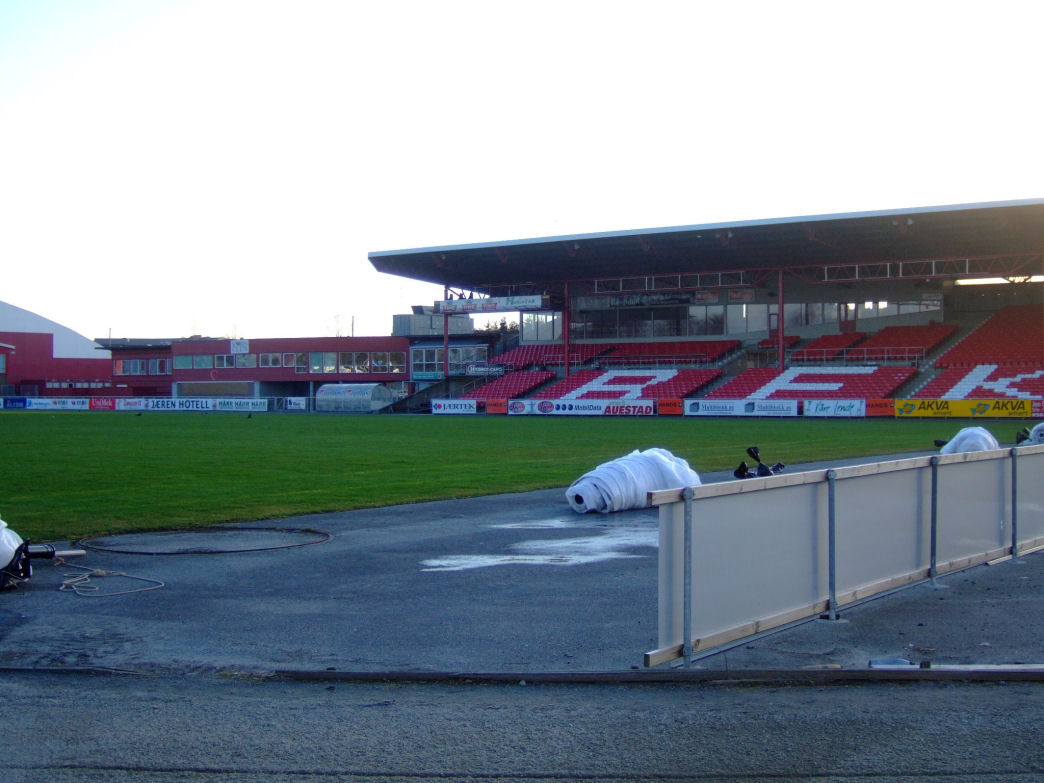
le Bryne Stadion, stade du club à domicile.

Le club est résident du Bryne Stadion, un stade de football situé à Bryne. Il compte 10 133 places dont 2 633 assises. Son record d'affluence date de 1977, où 14500 spectateurs assistent au match entre Bryne FK et Viking FK. 
En 2005, la construction d'un nouveau stade multi-usage, le Jæren Arena, est envisagé. La construction devait commencer en 2008. La capacité devait être de 8 700 spectateurs. Le projet est abandonné pour des raisons financières en juin 2008,.

## Anciens joueurs
- Bård Borgersen
- Alf-Inge Håland
- Erling Braut Haaland
- Jon Inge Høiland
- Quinton Jacobs
- Marek Lemsalu
- Mons Ivar Mjelde
- Erik Mykland
- Roger Nilsen
- Daniel Torres